# Legacy (film, 2000)
Pour les articles homonymes, voir Legacy.
Pour plus de détails, voir Fiche technique et Distribution.
Legacy est un film américain réalisé par Tod Lending, sorti en 2000.

## Synopsis
Le film suit pendant cinq ans trois générations d'une famille de Chicago vivant dans des logements sociaux.

## Fiche technique
- Titre : Legacy
- Réalisation : Tod Lending
- Scénario : Tod Lending
- Musique : Sheldon Mirowitz
- Photographie : Randell Blakely, Phil Cantor, Slawomir Grunberg, Sid Lubitsch, Max J. Miller, Therese Sherman, Keith Walker et Don Winter
- Montage : Danny Alpert
- Production : Tod Lending
- Société de production : Nomadic Pictures
- Pays :  États-Unis
- Genre : Documentaire
- Durée : 90 minutes
- Dates de sortie : 
  -  États-Unis : 1er février 2000

## Distinctions
Le film a été nommé à l'Oscar du meilleur film documentaire.